# La Palmavera
La Palmavera fou la primera agrupació catalanista fundada a l'Alguer el 1906 pel primer nucli de catalanistes algueresos, conscienciats després de les visites d'Eduard Toda i Güell, format per Josep Frank, Joan Pais i Melis, Carmen Dore, Antoni Ciuffo i Joan Palomba, als quals s'hi afegiren poc després F. Liperi, Salvador Corbia, Ciprià Cipriani i altres. Van contactar amb els renaixentistes de Barcelona i fins i tot enviaren una delegació al Primer Congrés Internacional de la Llengua Catalana el 1906.
La seva concepció elitista i provinciana no els va permetre estendre els contactes després de la mort de Ciuffo a Barcelona el 1910, i no va sobreviure a la fi de la Primera Guerra Mundial. A finals de 1915 ja era en decadència, tant pel canvi de residència d'alguns socis com per les diferències personalistes entre ells.
L'himne de l'entitat era Esperança, composta pel secretari, Carmen Dore (arxiver municipal) i musicada per Pais. Tot i la seva curta durada, fou la precursora del moviment de recuperació catalanista a l'Alguer. Alguns dels seus antics membres continuaren els contactes amb els cercles intel·lectuals de Barcelona a títol personal (sobretot amb Francesc Matheu i Antoni Maria Alcover). Fou ressuscitada el 1950 per Antoni Bal·lero de Càndia i altres escriptors amb noves bases.

## Font
- Caria, Rafael «El català a l'Alguer: apunts per a un llibre blanc». Revista Llengua i Dret, núm. 46, 12-2006, p. 29-102. Arxivat de l'original el 2016-03-04. ISSN: 0212-5056 [Consulta: 28 abril 2011]. Arxivat 2016-03-04 a Wayback Machine.